# ريتشي فارمر
ريتشي فارمر (25 أغسطس 1969 في الولايات المتحدة - ) (بالإنجليزية: Richie Farmer)‏ هو لاعب كرة سلة أمريكي في مركز مدافع مسدد الهدف. لعب مع كنتاكي وايلد كاتس ‏.

## وصلات خارجية
- ريتشي فارمر على موقع كلية كرة السلة في سبورتس رفرنس.كوم (الإنجليزية)
- ريتشي فارمر على موقع ريلجم (الإنجليزية)